# Östergötlands runinskrifter 153

Runinskrift Ög 153 är en runsten vid Styrstads kyrka i Styrstads socken och Norrköpings kommun i Östergötland.
Ristningens utformning är mycket ovanlig. Inskriftsbandet utgörs av två smala ormar som genom så kallade valknutar flätats till öglor i vilka inskriften ristats. Varje ord står i sin särskilda ögla och åtskiljas genom valknut. Texten lyder i translitteration enligt nedan:

## Inskriften
Translitterering av runraden:
hruʀikʀ risþi stain þansa aftiʀ fruþa auk asbaun suau sina ×
Normalisering till runsvenska:
Hrøʀikʀ ræisþi stæin þennsa æftiʀ Froða ok Asbiorn, sunu sina.
Översättning till nusvenska:
Rörik reste denna sten efter Frode och Asbjörn, sina söner.

I ordet suau är a troligen en vändruna – ett spegelvänt n. Det blir då sunu i betydelsen "söner", ett ord som förekommer på många stenar.